# Reign in Blood
Reign in Blood is het derde full-length album en ook nog eens het doorbraakalbum van de Amerikaanse thrashmetal band Slayer. Het werd in 1986 uitgebracht na Show No Mercy en Hell Awaits.

## Doorbraak
Dit album werd door velen gezien als het absolute meesterwerk van Slayer, en is ook bestempeld als een ware klassieker. De snelheid van de liedjes die het album bevatte was in die tijd ongekend, en inspireerde vele andere metal-muzikanten. De scheidingslijn tussen punkrock en thrashmetal werd flink groter.

## Nummers
1. "Angel of Death" (Hanneman) - 4:50
2. "Piece By Piece" (King) - 2:02
3. "Necrophobic" (Hanneman/King) - 1:38
4. "Altar Of Sacrifice" (Hanneman/King) - 2:49
5. "Jesus Saves" (Hanneman/King) - 2:49
6. "Criminally Insane" (Hanneman/King) - 2:13
7. "Reborn" (Hanneman/King) - 2:20
8. "Epidemic" (Hanneman/King) - 2:12
9. "Postmortem" (Hanneman) - 2:44
10. "Raining Blood" (Hanneman/King) - 4:23

In latere versies komen de nummers "Aggressive Perfector" en "Criminally Insane (Remix)" voor.

## Bandleden en personeel
- Slayer - Producer
- Tom Araya - Basgitaar, vocalen
- Jeff Hanneman - Gitaar ( * 31 januari 1964 – † 2 mei 2013 )
- Kerry King - Gitaar
- Dave Lombardo - Drums
- Rick Rubin - Producer
- Andy Wallace - Uitvoerder
- Howie Weinberg - Mastering
- Steve Byram - Ontwerp